# Red Dead Redemption 2
Red Dead Redemption 2, estilitzat com a Red Dead Redemption II, és un videojoc d'aventura desenvolupat i publicat per Rockstar Games. El joc és una preqüela de Red Dead Redemption, de l'any 2010, i és la tercera entrega de la sèrie Red Dead. Ambientat a l'any 1899, la història se centra en el bandit Arthur Morgan, un membre del grup de criminals de Van der Linde, i també presenta un jove John Marston, el protagonista de l'entrega original.
Red Dead Redemption 2 va ser publicat per PlayStation 4 i Xbox One el 26 d'octubre del 2018. Va ser immediatament aclamat per les crítiques, que en van elogiar la història, els personatges, el món obert i el considerable nivell de detall. El joc va generar 725 milions de dòlars durant el primer cap de setmana, venent més de 17 milions de còpies en dues setmanes.

## Jugabilitat

Els cavalls poden convertir-se en fidels companys si el jugador els alimenta bé, els calma quan estan inquiets i passa temps amb ells.

Red Dead Redemption 2 és un videojoc d'acció i aventura de món obert, ambientat al Far West. El protagonista és Arthur Morgan, un criminal membre del grup de Van der Linde, que el jugador pot controlar des d'una perspectiva de tercera persona o primera persona. El joc inclou un mode història d'un jugador i també un mode multijugador.
En aquesta entrega es tornen a incorporar mecàniques de Red Dead Redemption, però millorades, com el combat, els tirotejos, el sistema d'honor entre d'altres. També inclou moltes noves característiques, com per exemple nadar o poder fer servir dos revòlvers.
El joc se centra en les eleccions del jugador durant la història i les missions. En certs moments s'ofereix al jugador la possibilitat d'acceptar o rebutjar missions addicionals, donant forma a la trama segons el que es triï. Durant una entrevista per IGN, Rob Nelson, el codirector de Rockstar North, va dir: 'Intentem donar opcions a dins de moltes de les missions per triar com encarar-les, ja sigui enviant primer els companys o anant-hi tu primer'.
El jugador es pot comunicar amb qualsevol dels molts personatges no jugadors (NPCs) de forma dinàmica, un nou element a la sèrie. En Morgan pot triar diferents opcions d'un arbre de diàleg, tenint simples converses amistoses, amenaçant-los per interès propi o assassinant-los i robant al cadàver.
Red Dead Redemption 2 incorpora degradació d'objectes i per això part de l'equipament s'ha mantenir, com les armes que s'han de netejar i greixar. El jugador també pot visitar un barber per canviar-se de pentinat; tot i això, certs tallats només estan disponibles depenent de la quantitat de cabells que tingui el personatge, i els cabells creixen de mica en mica, de forma realista. Morgan també pot guanyar o perdre pes depenent de quant mengi, una característica absent als jocs de Rockstar previs des de Grand Theft Auto: San Andreas. El jugador també s'ha de preocupar de banyar-se de forma regular i de dur roba adequada a les condicions climatològiques, havent-hi disponibles diferents conjunts de roba. A més a més, algunes accions que prèviament eren automàtiques s'han detallat molt més, com la mecànica d'escorxar els animals o examinar els objectes.
Red Dead Redemption 2 inclou un sistema de caça i pesca, que ofereixen al jugador menjar, ingressos i materials per crear nous objectes. Quan es persegueix un animal, el jugador s'ha de moure a poc a poc i vigilant la direcció del vent per evitar alertar la presa, que en cas de ser ferida intentarà fugir. La tria de l'arma de caça i el lloc on es fereix l'animal també són importants, ja que afecten a la qualitat del menjar i la pell, i això també varia el preu que els comerciants estan disposats a pagar-ne.
Després d'una caça reeixida, el jugador pot triar si escorxar l'animal allà mateix o endur-se'l sencer. Les pells i la carcanada es podreixen si ningú se n'encarrega, fet que en devalua el preu i fa que pudeixin, atraient animals salvatges. Les pells, membres, carn o carcasses senceres poden ser carregades al llom del cavall del jugador per vendre's a carnisseries o botigues de queviures a les ciutats o convertir-se en objectes. Els paranyers poden crear objectes més exòtics pel jugador.

## Ambientació
Red Dead Redemption 2 està ambientat en els últims anys del Salvatge Oest, al tombant del segle xx, quan la tecnologia i el control governamental estan arribant a tots els racons dels Estats Units d'Amèrica. El grup de bandits liderat per Dutch Van der Linde, que fins aleshores havia campat al seu aire, comença a ser acorralat pels agents de la llei. El govern vol aturar la violència, els assalts al trens i els robatoris de bancs que dificulten el creixement industrial.
Controlant Arthur Morgan, un dels membres més reconeguts de la banda, es viuran els últims dies de l'era dels pistolers. L'única escapatòria viable és fer-se d'or mentre sigui possible i fugir, però no serà una tasca fàcil.

## Desenvolupament
Red Dead Redemption 2 va ser desenvolupat per Rockstar Studios, un projecte col·laboratiu entre tots els estudis de Rockstar Games funcionant com un sol equipi, fent servir el motor de videojocs de propietat Rockstar Advanced Game Engine (RAGE). Woody Jackson, el co-compositor de Red Dead Redemption, també s'encarregà de la banda sonora original de la segona entrega. El joc es va anunciar l'octubre del 2016. Dos dies abans de l'anunci, la companyia va fer servir diverses plataformes de xarxes socials i la seva pàgina web per publicar imatges amb els colors i la música de Red Dead Redemption. Aquestes imatges promocionals van generar una considerable expectació que va incrementar el preu de les accions de la companyia mare, Take-Two Interactive, gairebé un 6%. El dia de l'anunci del llançament per a PlayStation 4 i Xbox One es va iniciar una campanya demanant a Rockstar Games que el joc també estigués disponible per a Microsoft Windows. A causa d'un contracte d'exclusivitat amb Sony Interactive Entertainment, cert contingut online serà exclusiu, de forma temporal, només per a PlayStation 4. Originalment, el joc s'havia de comercialitzar a la segona meitat del 2017, però es va retardar el llançament en dues ocasions: un primer cop fins al primer o segon quadrimestre del 2018 i un segon cop fins al 26 d'octubre del 2018.
Un mode multijugador, anomenat Red Dead Online està sent actualment desenvolupat i es preveu que es llenci com a beta pública el novembre del 2018.

## Red Dead Online
Article principal: Red Dead Online
El component multijugador en línia de Red Dead Redemption 2, titulat Red Dead Online, es va llançar com a beta pública el 27 de novembre de 2018 per als jugadors que posseïen una edició especial del joc base, i després es va obrir progressivament a tots els propietaris. En entrar al món del joc, els jugadors personalitzen un personatge i són lliures d'explorar l'entorn sols o en grup. A mesura que els jugadors completen activitats a tot el món del joc, reben punts d'experiència per augmentar el rang dels seus personatges i reben bonificacions, i així progressar en el joc. Encara que Red Dead Online i Red Dead Redemption 2 comparteix actius i jugabilitat, Rockstar els considera productes separats amb trajectòries independents, que es reflecteix en la seva decisió de llançar el títol multijugador per separat. La progressió del jugador a la beta pública es va traslladar quan la beta va finalitzar el 15 de maig de 2019. Un client autònom per a Red Dead Online, que no requereix el joc base, es va llançar l'1 de desembre de 2020 per a PlayStation 4, Windows i Xbox One. El contingut posterior al llançament s'afegeix al joc mitjançant actualitzacions de títols gratuïtes. El juliol de 2022, Rockstar va anunciar que Red Dead Online no rebria més actualitzacions importants, sinó que es centraria en missions més petites i en l'expansió dels modes existents, ja que es van retirar els recursos de desenvolupament per centrar-se en la propera entrada de la sèrie Grand Theft Auto.

## Premis i reconeixements
| Any  | Premi                  | Categoria            | Resultat  |
| ---- | ---------------------- | -------------------- | --------- |
| 2016 | The Game Awards        | Millor joc anticipat | Nominat   |
| 2017 | Premis Golden Joystick | Videojoc més esperat | Nominat   |
| 2020 | Premis Steam           | Videojoc de l'Any    | Guanyador |